# Григор Захариев
Григор Александров Захариев е български политик от партия „Български възход“. Народен представител от коалиция „Български възход“ в XLVIII народно събрание. По професия е инженер, специалист по изграждане на системи за сигурност.

## Биография
Григор Захариев е роден на 24 септември 1961 г. в град София, Народна република България. Завършва Военното училище (днес Национален военен университет „Васил Левски“). Работи три години в армията, след което е дълги години в системата на МВР като специалист по охранителни системи. До 2000 г. е в националната дирекция „СОТ“, като достига до началник сектор и временно шеф.
През 1997 г. отива в Кърджали, където заедно с Георги Джелепов създават частна фирма „СОТ-Кърджали“, като през 2011 г. я продават. Междувременно си построява къща близо до язовир „Студен кладенец“ в труднодостъпна местност и прекарва времето си между София и язовира.
В периода от 2002 до 2005 г. е в Служба „Сигурност“, преди тя да стане част от ДАНС. Напуска системата с чин подполковник.
На парламентарните избори през 2022 г. е кандидат за народен представител от листата на коалиция „Български възход“, водач в 9 МИР Кърджали. Избран е за народен представител, с 654 гласа за „Български възход“ в област Кърджали.